# Sandra Milo
Sandra Milo (rodným jménem Salvatrice Elena Greco; 11. března 1933 Tunis – 29. ledna 2024 Řím) byla italská herečka a moderátorka.
Začínala jako modelka a první film natočila v roce 1955. V roce 1959 ji Roberto Rossellini obsadil do hlavní ženské role filmu Generál della Rovere. Hrála také ve francouzském filmu Zelená kobyla podle románu Marcela Aymého a ve filmu Vanina Vanini podle Stendhalovy předlohy. Největší úspěch zaznamenala ve filmech Federica Felliniho Osm a půl a Gulietta a duchové, za které získala v letech 1964 a 1966 cenu Nastro d'Argento pro nejlepší herečku ve vedlejší roli.
Od konce šedesátých let se objevovala jen sporadicky v menších rolích, comeback pro ni znamenal v roce 2003 film Pupiho Avatiho Srdcem jinde. Jejím manželem byl producent Moris Ergas.